# Rambla de Huarea
La rambla de Huarea es una rambla del sur de la península ibérica perteneciente a la cuenca mediterránea andaluza, que discurre por el territorio del sureste de la provincia de Granada y el suroeste de la provincia de Almería (España). 

## Curso
Se trata de un curso de agua internmitente de carácter torrencial de algo más de 12 km de longitud. Nace en la vertiente sur de la sierra de la Contraviesa, en una cota unos 1100 m s. n. m. Realiza un recorrido en dirección norte-sur a través de los términos municipales de Turón, Murtas, Adra y Albuñol hasta su desembocadura en el mar Mediterráneo, donde forma un amplio delta próximo a la localidad de El Pozuelo.